# المو ورون
اِلمو وِرون (انگلیسی: Elmo Veron؛ ۱۷ سپتامبر ۱۹۰۳ – ۷ نوامبر ۱۹۹۰) یک تدوین‌گر اهل ایالات متحده آمریکا بود. وی بین سال‌های ۱۹۳۷ تا ۱۹۷۲ میلادی فعالیت می‌کرد. وی در طول زندگی حرفه‌ای خود در ساخت نزدیک به ۵۰ نمایش متنوع تلویزیونی و فیلم مشارکت داشت؛ که تعدادی از فیلم‌های اوایل دههٔ ۱۹۴۰ میکی رونی را شامل می‌شود.
او در دهمین دوره جوایز اسکار برای کارش در فیلم ناخداهای دلیر نامزد دریافت جایزهٔ بهترین تدوین شد.

## فیلم‌شناسی
- ناخداهای دلیر (۱۹۳۷)
- ساراتوگا (۱۹۳۷)
- شهرک پسرها (۱۹۳۸)
- دکتر کیلدار جوان (۱۹۳۸)
- سریع و خشمگین (۱۹۳۹)
- نااستوار (۱۹۳۹)
- بانوی از مناطق استوایی (۱۹۳۹)
- شب شانس (۱۹۳۹)
- نیک کارتر، کارآگاه چیره‌دست (۱۹۳۹)
- نگه داشتن شرکت (۱۹۴۰)
- طوفان مرگبار (۱۹۴۰)
- انگشت سوم، دست چپ (۱۹۴۰)
- تام ادیسون جوان (۱۹۴۰)
- منشی خصوصی اندی هاردی (۱۹۴۱)
- طرحی برای رسوایی (۱۹۴۱)
- من منتظر تو خواهم ماند (۱۹۴۱)
- زندگی برای اندی هاردی آغاز می‌شود (۱۹۴۱)
- تماس دکتر گیلسپی (۱۹۴۲)
- اظهار عشق اندی هاردی (۱۹۴۲)
- جو اسمیت، آمریکایی (۱۹۴۲)
- اجتماع در فرانسه (۱۹۴۲)
- جنگ علیه خانم هدلی (۱۹۴۲)
- غریبه‌ای در شهر (۱۹۴۳)
- تا دوباره با هم ملاقات کنیم (۱۹۴۴)
- بازگشت رین تین تین (۱۹۴۷)
- انتقام کرای (۱۹۵۴)